# Ієн Банбері
Ієн Бенбері  (англ. Ian Banbury, 27 листопада 1957) — британський велогонщик, олімпійський медаліст.

## Виступи на Олімпіадах
| Олімпіада     | Дисципліна                                 | Місце |
| ------------- | ------------------------------------------ | ----- |
| Монреаль 1976 | Командна гонка переслідування, 4000 метрів | 3     |